# Garfagnana
La Garfagnana (Carfaniana in basso latino) è un'area storico-geografica della provincia di Lucca, in Toscana, compresa tra le Alpi Apuane a ovest e la catena principale dell'Appennino tosco-emiliano a est, confinante a nord con la Lunigiana, a ovest con la Versilia e la provincia di Massa-Carrara, a est con la regione Emilia-Romagna (province di Modena e Reggio Emilia) e a sud con la Media Valle del Serchio. Interamente attraversata dal fiume Serchio e dai suoi numerosi affluenti e ricchissima di boschi, con un'altitudine che varia tra i 132 e i 2054 metri s.l.m.. Storicamente fece parte della "Provincia Carfaniane" anche la Media Valle del Serchio, immediatamente a sud della Garfagnana, fino al torrente Fegana sul lato appenninico e fino al torrente Peddogna sul lato apuano.

## Geografia fisica
La Garfagnana offre un'ampia varietà di paesaggi, a partire da una fascia montana impervia e incontaminata, rocciosa sulle Alpi Apuane, prativa e dal declivio più dolce in Appennino, che si trasforma alle quote minori in una collina ricca di prati e coltivi di una particolare bellezza paesaggistica. Il corso del fiume Serchio con un ampio greto sassoso (in Garfagnino "la Jara") segna ovunque il centro del declivio della vallata.
La cima più alta della Toscana, il monte Prado (2054 m), si trova al confine tra la Garfagnana e l'Emilia-Romagna, mentre la cima più alta delle Alpi Apuane, il monte Pisanino (1947 m), si trova interamente in alta Garfagnana, dato che si stacca dallo spartiacque principale in direzione est.

### Clima
Per quanto riguarda l'andamento della temperature e delle precipitazioni dell'ultimo trentennio, viene di seguito fatta una distinzione in base alla quota:
- Fondovalle (Bassa collina), fino a 300 m s.l.m. In queste aree il clima è di transizione al mediterraneo con estate calda e un breve periodo di moderata siccità estiva (Cfsa), ma si caratterizza per determinati elementi di continentalità a causa delle elevate escursioni termiche sia giornaliere che annue e per i valori minimi invernali frequentemente sotto lo zero.
- Media valle (Bassa/Alta collina), da 300 a 450 m s.l.m. In queste zone il clima è submediterraneo temperato ad estate tiepida con un breve periodo di moderata siccità estiva (Cfsb), ma si caratterizza per determinati elementi di continentalità a causa delle elevate escursioni termiche sia giornaliere che annue e per i valori minimi invernali frequentemente sotto lo zero.
- Alta valle (Alta collina/Bassa montagna) tra 450 e 1050 s.l.m. In questi territori il clima è oceanico (Cfb), con estate tiepida e stagioni sempre umide (con minimo relativo in estate) e gode di accentuati caratteri di continentalità.
- Bassa/Alta montagna, tra i 1050 e i 1800 s.l.m. In queste zone il clima è continentale ad estate tiepida (Dfb) e con precipitazioni ben distribuite in tutte le stagioni.
- Alta montagna, oltre i 1800 s.l.m. In queste singole aree il clima è temperato freddo d'altitudine: subartico con estate fresca (Dfc) e gode di continentalità locale, con inverni lunghi e rigidi ed estati brevi e fresche con precipitazioni ben distribuite ed abbondanti anche in estate.

La neve in inverno è un fenomeno modesto al di sotto dei 400 metri s.l.m. (anche se spesso si tratta di accumulo scarsi o nulli), mentre al di sopra di tale quota è più frequente, in particolar modo oltre i 1000 metri s.l.m. dove le nevicate sono piuttosto abbondanti e la copertura nevosa al suolo può durare per settimane o mesi (in alcune aree più elevate in annate particolarmente favorevoli può durare da ottobre fino a maggio-giugno). La media nivometrica varia tra i 10 cm e valori >100 cm in base all'esposizione e all'altitudine.

### Ambiente
I boschi, sia in base all'altitudine che all'esposizione sono occupati da varietà di piante, tipiche tra la sottozona fredda del lauretum di 2º tipo alla sottozona calda del Picetum in corrispondenza dei rilievi più elevati. Negli ultimi anni il clima permette all'ulivo la sua sopravvivenza e il ciclo di fruttificazione completa dal piano basale fino ad una quota media massima compresa tra i 400 e i 450 metri s.l.m. in base all'esposizione e ai microclimi.

## Storia
La Garfagnana fu anticamente abitata dagli Etruschi, presenti sia nel resto della Toscana che in Emilia-Romagna e dagli antichi Liguri. Tuttavia, il confine tra Liguri ed Etruschi cambiò più volte durante l'età del ferro. Nella Toscana nord-occidentale, l'area tra i fiumi Arno e Magra fu culturalmente allineata con gli Etruschi nella prima età del ferro, e divenne sotto controllo ligure nella tarda età del ferro. L'occupazione stabile dei Romani in Garfagnana e in Lunigiana risale alla prima metà del I secolo a.C..
In concomitanza con la totale deportazione delle locali tribù liguri ad opera dei Romani nel 180 a.C., furono fondate le colonie di Luni e Lucca. La Garfagnana e tutta la valle del Serchio assunsero all'epoca la denominazione di Foro Clodi (da non confondere col Forum Clodii che è nel Lazio). Questa ultima è una pura teoria non suffragata da testimonianze, infatti per alcuni storici il Foro Clodi corrisponderebbe alla cittadina di Fivizzano in Lunigiana che poi nel primo medioevo prese il nome di Forum Verrucolae, cioè il luogo di mercato della vicina Fortezza della Verrucola. A testimonianza di questa tesi c'è la distanza segnata sulla mappa della Tabula Peuntingeriana che indica in XVI sedici miglia la distanza da Luni al Foro Clodi. Gruppi di indomiti Apuani, sfuggiti alla cattura, permasero tuttavia in zona per almeno altri cento anni controllando le alture della Garfagnana e della attuale Versilia, impedendo la realizzazione di un collegamento viario stabile tra Pisa e Luni lungocosta (cfr. Via Emilia Scauri e Lunezia).

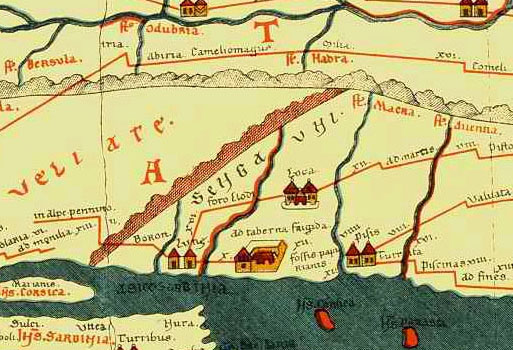
Tabula Peutingeriana: Pars IV - Segmentum IV; Rappresentazione delle zone Apuane con indicate le colonie di Pisa, Lucca e Luni, il nome Sengauni e, poco sotto, il Foro Clodi posto a sedici miglia romane da Luni; il tratto Pisa-Luni non è ancora collegato

Solo con l'avvento di Giulio Cesare (56 a.C.) gli Apuani furono stabilmente sottomessi, allorché fu costruita una scorciatoia viaria tra Lucca e l'odierna Massa (l'attuale Via Sarzanese) che corre ai piedi della Garfagnana, lato mare. Alla caduta dell'Impero Romano, la Garfagnana fu dominio longobardo che avevano fatto base nella fortezza Aghinolfi a Montignoso (MS) e da dove partirono per estendersi ulteriormente verso il centro e sud Italia.
Dopo la caduta del regno Longobardo, sotto l'incalzare dei Franchi di Carlo Magno, la Garfagnana, già parte del Ducato longobardo di Lucca, fu annessa alla marca di Tuscia. Dopo la definitiva conquista dei Franchi, il suo territorio venne diviso tra potenti famiglie feudali: Gherardinghi, Rolandinghi, Suffredinghi, di Dalli, Porcaresi, da Bacciano. Alcune terre vennero in possesso di Matilde di Canossa, alla quale viene attribuita la costruzione di chiese e ospedali.
Le numerose incursioni di Castruccio Castracani consentirono a Lucca di occupare la valle, ma l'effettivo dominio venne lungamente contesa fra lucchesi, modenesi e reggiani. Nel basso medioevo furono i lucchesi a prevalere, portando la Garfagnana a far parte della Repubblica di Lucca. Dopo il 1430 i duchi estensi di Modena e Ferrara, approfittando dello stato di guerra fra lucchesi e fiorentini, penetrarono con loro truppe in Garfagnana ottenendo, soprattutto grazie ad un'accorta azione diplomatica, la devozione di molti centri abitati: fecero atto di dedizione al marchese di Ferrara Niccolò III d'Este nel 1429 le vicarie di Castelnuovo di Garfagnana, di Camporgiano e di Gallicano; al marchese di Ferrara Borso d'Este la vicaria di Terre Nuove nel 1451. Nel 1433 l'ospedale di San Pellegrino in Alpe e la chiesa furono concessi dall'imperatore agli Este di Modena, con le successive investiture imperiali che ne confermano il possesso (1509, 1526, 1535).
Nel XVI secolo la Garfagnana ebbe come Commissario ducale, per conto di Alfonso I d'Este, il poeta Ludovico Ariosto che, nella sua sede di Castelnuovo di Garfagnana, amministrò la provincia dal 1522 al 1525 con saggezza e abilità. L'amministrazione dell'Ariosto in Garfagnana fu caratterizzata specialmente dall'attività di contrasto del fenomeno del banditismo, particolarmente di quello annidato nell'alta Garfagnana, a Ponteccio. Il commissario-poeta ebbe spesso a che fare anche col temibile Moro del Sillico, un bandito locale, oggi reso popolare da una festa organizzata dagli abitanti di Sillico nel quale sono rievocati gli incontri tra il poeta e il fuorilegge.
Non tutti i comuni, però, fecero atto di dedizione agli Este. Alcuni, come Minucciano e Castiglione di Garfagnana, restarono fedeli a Lucca. Altri giurarono fedeltà agli Este, ma poi si pentirono e fecero ritorno alla Repubblica di Lucca, come parte della vicaria di Gallicano. Da questo momento, la Garfagnana si trovò divisa fra Lucca e gli Este. Fino alla metà del XIX secolo rimasero lucchesi i comuni attuali di Minucciano e Castiglione e parte di quelli di Gallicano (senza Trassilico) e Fosciandora (Treppignana, Riana e Lupinaia).
La Repubblica di Lucca cercò di riconquistare la Garfagnana per rafforzarsi contro Pisa e Firenze. Dopo la devoluzione del Ducato di Ferrara allo Stato Pontificio, nel 1598, il potere estense si trasferì a Modena, che divenne da quel momento capitale anche della Garfagnana. Alla fine di varie guerre il Ducato di Modena mantenne il controllo di buona parte dell'alta Valle di Serchio, ma i lucchesi rimasero in possesso di alcune vicarie di grande importanza strategica ed economica come quella di Castiglione di Garfagnana, incentrata sul borgo dotato di imponenti fortificazioni, ma comprendente vari villaggi, i passi appenninici e alcune località di confine. Il Duca di Modena, allora, cercò di contrastare il controllo lucchese in questa zona strategica e ottenne di poter stanziare un presidio di soldati presso il valico appenninico di San Pellegrino.
Un momento di grande importanza per la Garfagnana fu la costruzione della Via Vandelli, nel XVIII secolo. Il Duca di Modena, infatti, non intendeva far transitare le proprie merci attraverso Castiglione di Garfagnana, fedele a Lucca, e chiese alla Repubblica di poter attraversare l'Alpe di San Pellegrino, da cui la strada sarebbe scesa verso Pieve Fosciana. Lucca comprendeva che un tracciato del genere avrebbe potuto danneggiare i commerci della Garfagnana, ma era anche conscia dei vantaggi derivanti dall'apertura di una nuova via di comunicazione fra il Mar Ligure e la Pianura Padana. Dopo lunghe trattative i lucchesi autorizzarono la costruzione della strada, che passava attraverso il paese di Chiozza (dipendente da Lucca) e i boschi di Roncagliana (amministrativamente lucchesi, ma soggetti al diritto di legnatico da parte dei sudditi estensi).
In verità la Via Vandelli non riuscì a soppiantare quella che passava da Castiglione a causa delle pendenze troppo elevate che ne resero complicata, specialmente sul versante apuano, la manutenzione, e che dopo pochi anni la resero impraticabile ai carri, riducendola a un'ampia mulattiera.
Per alcuni secoli la Garfagnana fu una provincia del Ducato di Modena e Reggio, eccetto il periodo napoleonico in cui fece parte prima della Repubblica Cispadana (quando si ebbe nella vallata un'insurrezione antifrancese repressa duramente) e in seguito della Cisalpina e del Regno d'Italia. Nel 1859 la Garfagnana fu incorporata nella provincia di Modena, per poi passare sotto Massa-Carrara dal 1861. In questo periodo si verificò un grande flusso migratorio degli abitanti della valle verso l'estero, in particolare verso gli Stati Uniti e l'Australia.
Dal 1923 la Garfagnana è entrata a far parte della provincia di Lucca.
Nelle fasi finali della Seconda guerra mondiale, tra dicembre 1944 e febbraio 1945 l'area, assieme alla Versilia, fu teatro di scontri tra la 92ª Divisione Buffalo dello United States Army e la 148ª Divisione Germanica affiancata dalla 1ª Divisione Bersaglieri "Italia", parti dell'Esercito Nazionale Repubblicano. Una volta giunte nell'area nell'autunno del 1944, le forze alleate non riuscirono a sfondare il fronte verso la Liguria e cessarono l'offensiva. Tra il 26 e il 28 dicembre le forze italo-tedesche lanciarono l'Operazione Wintergewitter, l'unica congiunta tra la Wehrmacht e le forze della Repubblica di Salò nel corso della Guerra Civile, per provare a riprendere l'area, riuscendo a conquistare alcuni villaggi per poi tuttavia arretrare sulle posizioni iniziali entro Capodanno. Le forze alleate lanciarono l'Operazione Fourth Therm con l'obiettivo di conquistare Castelnuovo di Garfagnana, e quindi di avere la strada aperta per Massa, e la cattura della base navale di La Spezia. Tuttavia, l'offensiva fallì e le difese nazi-fasciste caddero con l'offensiva primaverile che portò allo sfondamento della Linea Gotica e alla resa di Caserta con la fine della Campagna d'Italia.

## Società

### Comuni

Amministrativamente divisa in quindici piccoli comuni, la Garfagnana ha come centro principale Castelnuovo di Garfagnana, situato nel fondovalle. Gli altri capoluoghi di comune suddivisi nei due versanti apuano e appenninico sono in ordine alfabetico: Careggine, Camporgiano, Castiglione di Garfagnana, Fabbriche di Vergemoli, Fosciandora, Gallicano, Minucciano, Molazzana, Palleroso, Piazza al Serchio, Pieve Fosciana, San Romano in Garfagnana, Sillano Giuncugnano, Vagli Sotto e Villa Collemandina.

### Dialetto
Il dialetto garfagnino (garfagnin) è un dialetto toscano ed è suddiviso in due varietà: il "basso garfagnino", che fa parte del gruppo basso garfagnino-alto versiliese, e le parlate dell’Alta Garfagnana, dette in generale "alto garfagnino", che risentono di maggiori influssi gallo-italici provenienti dai dialetti settentrionali. Le influenze del dialetto lucchese (di tipo toscano) scompaiono a mano a mano che si risale il Serchio e soprattutto nei paesi non situati in valle, ma sulle alture: l'alto garfagnino (parlato a nord di Camporgiano nei comuni di Minucciano, Giuncugnano, Vagli, Sillano, Piazza al Serchio e, in parte, anche a San Romano, Villa Collemandina, Careggine), è infatti per alcuni aspetti più simile al massese e al lunigianese con influenze emiliane nei comuni addossati al confine di tale regione.
Numerosi segni portano a pensare che anche gli attuali dialetti di tipo basso garfagnino-alto versiliese (parlati fino ai torrenti Fegana, Sàlita e Lombricese) fossero un tempo parlate alto garfagnine poi in parte toscanizzatesi. La toscanizzazione è una tendenza che riguarda tutta la valle, causata anche dalla pressione dell'italiano e dal fenomeno del pendolarismo, giacché, per lavoro o studio, buona parte della popolazione degli insediamenti garfagnini gravita su Lucca e sulla Media Valle, aree linguisticamente più toscanizzate..
Tipica del dialetto garfagnino e alto-versiliese è la sonorizzazione della lettera "c", che suona quasi come una "g" (parole come "pecora", "spinaci" e "Federico", ad esempio, vengono pronunciate "pegora", "spinagi" e "Federigo"). Tale tendenza è più accentuata per il suono dolce (palatale), meno per il suono duro (velare) della "c".

## Cultura

### Tradizioni popolari
In Garfagnana sono diffusi i racconti popolari sulle streghe e gli streghi e su due folletti tipici della zona, il linchetto e il buffardello. Diffusi (almeno fino agli anni ottanta) i segnatori, guaritori tradizionali della Garfagnana.
Importante tradizione popolare sono i natalecci: enormi torri di ginepro "tessute" intorno a un albero di cerro o di castagno, che vengono incendiate il 24 dicembre come tradizione millenaria.

## Prodotti tipici
Si produce il neccio della Garfagnana, a base di farina di castagne. La lavorazione che il prodotto richiede ha da tempi lontani impegnato l’uomo a realizzare opere che consentissero di agevolare le operazioni di trasformazione. Riscontriamo così sul territorio la presenza di molte strutture usate per l’essiccazione delle castagne, i metati, e per la macinatura delle stesse. Secondo stime approssimative nell’area considerata, si calcola che nel 1950 i metati fossero circa 5000, mentre nel 1800 erano presenti circa 245 mulini.
Queste strutture hanno caratteristiche architettoniche e strutturali particolari tanto che, sia nel disciplinare che nei regolamenti edilizi comunali, esistono vincoli affinché le stesse possano essere preservate, come espressione della cultura locale ed a manifestazione del legame con l’ambiente.